# Cactus (pel·lícula)
Cactus és una pel·lícula australiana dirigida per Paul Cox, estrenada l'any 1986. Ha estat doblada al català.

## Argument
Narra la història d'una turista francesa que, arran d'un accident, perd la visió en un ull i cau en la depressió.

## Repartiment
- Isabelle Huppert: Colo
- Robert Menzies: Robert
- Norman Kaye: Tom
- Monica Maughan: Bea